# Rachel Douglas-Home (27e baronne Dacre)
 (octobre 2023).
Rachel Leila Douglas-Home, 27e baronne Dacre (24 octobre 1929 - 25 décembre 2012) est une pair héréditaire britannique.

## Biographie
Rachel Brand est la fille de Thomas Brand, 4e vicomte Hampden et 26e baron Dacre, et de son épouse, Leila Emily Seely, petite-fille de Charles Seely, 1er baronnet, et arrière-arrière-petite-fille de John Russell, 6e duc de Bedford. Elle est également une arrière-petite-fille de William Montagu Douglas Scott, 6e duc de Buccleuch et par lui une descendante directe de Charles II d'Angleterre.
Son mari est décédé en 1992. Lady Dacre est décédée le 25 décembre 2012 et est remplacée par son fils James Douglas-Home, qui est devenu le 28e baron D'acre.[réf. nécessaire]
L'ancienne baronnie anglaise, créée par bref d'assignation, est tombée en suspens entre Rachel et sa jeune sœur survivante (Tessa Ogilvie Thompson) à la mort de son père en 1965 et est mise en suspens jusqu'en 1970 en faveur de Rachel Douglas-Home, tandis que la vicomté de Hampden passe à son oncle, David Brnad, 5e vicomte Hampden.[réf. nécessaire]
Elle succède à son père Thomas Brand, 4e vicomte Hampden à la Chambre des lords. Elle participe avec les crossbencher aux débats à la chambre à hauteur de 4 interventions.[réf. nécessaire]

## Famille
Elle épouse, le 26 juillet 1951, William Douglas-Home (1912-1992), fils de Charles Douglas-Home, 13e comte de Home et de Lillian Lambton. Ils ont quatre enfants :[réf. nécessaire]
- James Douglas-Home, 28e baron Dacre (16 mai 1952 - 8 mai 2014) épouse Christine Stephenson, dont descendance ;
- Sarah Douglas-Home (née le 4 juillet 1954) épouse à Nicholas Dent, dont descendance ;
- Gian Leila Douglas-Home (né le 23 juin 1958) ;
- Dinah Lilian Douglas-Home (née le 22 janvier 1964) épouse Harry Marriott, dont descendance.